# Wildenberg
Wildenberg este o comună din districtul Kelheim, landul Bavaria, Germania.
Se află la o altitudine de 430 m deasupra nivelului mării. Are o suprafață de 18,13 km² și 18,16 km². Populația este de 1.343 locuitori, determinată în 30 septembrie 2019, prin actualizare statistică[*].